# دايسوكي مياغاوا
دايسوكي مياغاوا (باليابانية: 宮川 大輔) (مواليد 6 أكتوبر 1979)، هو لاعب كرة قدم ياباني سابق كان يلعب كمهاجم.

## وصلات خارجية
- دايسوكي مياغاوا على موقع رابطة كرة القدم اليابانية للمحترفين (اليابانية)
- دايسوكي مياغاوا على موقع Soccerway.com (الإنجليزية)
- دايسوكي مياغاوا على موقع عالم كرة القدم.نت (الإنجليزية)